# Elly Niland
Elly Niland là một nhà thơ, nhà viết kịch và giáo viên người gốc Guyan, quốc gia chịu ảnh hưởng bởi Vương quốc Anh.
Tập thơ đầu tiên của cô đã được đề cử cho tập thơ đầu tiên hay nhất  và được trao giải thưởng Guyana cho Văn học 2004. Bộ sưu tập thứ hai của cô mang tên Cornerstones đã giành giải Guyana cho Văn học 2006. Bộ sưu tập thứ ba của cô, East of Center, được tài trợ bởi Hội đồng nghệ thuật Anh và ra mắt với một số nhà văn hàng đầu của khu vực tại CARIFESTA vào năm 2008.

## Niên thiếu và trưởng thành
Niland sinh ra ở Guyana vào năm 1954, và sống ở Surrey với chồng và các con từ năm 1971. Sau khi học như một sinh viên chính thức tại Đại học Hillcroft ở Anh quốc, cô tiếp tục đọc văn bằng Nghệ thuật Hiện đại tại Đại học Kingston và sau đó học tiếp chương trình PGCE của cô.

## Hợp tác (văn học)
Elly Niland và David Dabydeen đã viết kịch bản tiểu thuyết ngắn của Harold Sonny Ladoo, No Pain Like This Body - mô tả thế giới kinh hoàng của một gia đình bị bi kịch tàn bạo bởi bạo lực, nghèo đói và đời sống khó khăn. Lấy bối cảnh là một cộng đồng Hindu ở Đông Caribê vào năm 1905 trong mùa mưa tháng Tám, nó tập trung vào cuộc đấu tranh sinh tồn của một gia đình nghèo trồng lúa người địa phương. No Pain Like This Body được phát trên BBC Radio 3 vào năm 2003, gây tiếng vang.

## Phát trên BBC
"The Fog", một câu chuyện khác về một căn bệnh lan khắp Malaysia, được ủy thác đặc biệt cho mùa Câu chuyện Khối thịnh vượng chung của BBC Lưu trữ ngày 29 tháng 1 năm 2011 tại Wayback Machine và được Liz Sutherland đọc trên BBC Radio 4 vào năm 2005, là một tác phẩm gây tiếng vang khác của cô.

## Viễn tưởng
Ngày khuyến mãi thị trường, từ bộ sưu tập Bone Soup của cô, đã lọt vào danh sách cho giải thưởng truyện ngắn Người bảo vệ và Câu lạc bộ thứ 4 được khai mạc vào năm 2016.
The Fog, một câu chuyện về một căn bệnh lan rộng khắp Malaysia, được ủy thác đặc biệt cho mùa Câu chuyện Khối thịnh vượng chung của BBC và được Liz Sutherland đọc trên BBC Radio vào tháng 4 năm 2005.
Niland hiện đang làm việc trên một tập truyện creole lấy bối cảnh tại một ngôi làng hư cấu ở Guyana, cũng được sự theo dõi của bạn đọc khắp nơi

## Tác phẩm
- Inretrospect (Báo Aeneas, 2003, ISBN 978-1-902115-31-3
- Nền tảng (Dido Press, 2005, ISBN 978-1-902115-47-4)
- Phía đông trung tâm (Dido Press, 2008, ISBN 978-1-902115-63-4)

## Giải thưởng
- Giải thưởng Guyana cho Văn học 2004 (á quân) [2]
- Giải thưởng Guyana cho Văn học 2006 (người chiến thắng) [1][4]